# Moli mala
Moli Mala je prvi album hrvaškega pevca Marka Perkovića Thompsona. Album izide leta 1992, v času Hrvaške osamosvojitvene vojne, v kateri je sodeloval tudi Thompson. Pesem »Potonut ću« zapoje skupaj z Danijelo Martinović, ki pri albumu sodeluje kot gostja.

## Seznam skladb
1. Zmija me za srce ugrizla (3:09)
2. Grkinja (2:54)
3. Potonut ću (4:02)
4. Naša prva noć (4:05)
5. Anđelina (3:30)
6. Na ples (3:39)
7. Moli mala (5:07)
8. Jer, Hrvati smo (4:07)
9. Bojna - Čavoglave [remix] (3:37)
10. Varala se mala (3:48)
11. Ela (3:28)
12. Smišnica (3:07)
13. Budi uz mene (3:31)
14. Ja ću poći ove noći (4:59)